# Шайдіц
Шайдіц (нім. Scheiditz) — громада в Німеччині, розташована в землі Тюрингія. Входить до складу району Заале-Гольцланд. Громада підпорядковується адміністрації міста Бад-Клостерлаусніц.
Площа — 1,68 км2. Населення становить 62 ос. (станом на 31 грудня 2021).